# Jessica Williams
Jessica Renee Williams (ur. 31 lipca 1989 w Kalifornii w USA) – amerykańska aktorka.
Grała m.in. rolę Vidy Atwood w serialu To tylko gra. Korespondentka w programie The Daily Show. 